# Klárky
Klárky (německy Klaradorf) jsou osada obce Suchdol v okrese Prostějov v Olomouckém kraji. Osada zcela navazuje na zastavěné území Suchdolu, hranice mezi Klárkami a Suchdolem není zřetelná. Nachází se asi 7 km jižně od Konice, 25 km severozápadně od Prostějova a asi 36 km jihozápadně od Olomouce.
Osada vznikla v roce 1785 rozdělením panského dvora. Byla pojmenována podle kláštera klarisek v Olomouci, jemuž dvůr náležel a který jeho rozdělení inicioval. Německý název osady se průběhem času měnil, např. v roce 1793 Klarendorf či Klarek, v roce 1846 Klaradorf, v roce 1872 Klarsdorf. Za protektorátu Čechy a Morava měla osada název Klaradorf.
V Klárkách se nachází kamenný kříž s nápisem Ó Maria, oroduj za nás, postavený v roce 1884, a kaple svatého Jana Nepomuckého z roku 1885.
| Rok            | 1869 | 1880 | 1890 | 1900 | 1910 | 1921 | 1930 | 1950 | 1961 | 1970 | 1980 |
| -------------- | ---- | ---- | ---- | ---- | ---- | ---- | ---- | ---- | ---- | ---- | ---- |
| Počet obyvatel | 185  | 233  | 222  | 217  | 230  | 201  | 184  | 135  | 155  | 101  | 89   |
| Počet domů     | 29   | 30   | 34   | 32   | 34   | 34   | 34   | 37   | –    | 25   | 25   |